# Dieter Kalka
Dieter Kalka (Altenburg, 25 giugno 1957) è uno scrittore, cantautore, paroliere, drammaturgo, musicista, editore, traduttore e logopedista tedesco.

## Biografia
Dieter Kalka ha iniziato a studiare ingegneria elettronica e matematica presso l'Università di Ilmenau nel 1978. Nel 1980 ha dovuto abbandonare gli studi a causa della copia e distribuzione di pubblicazioni illegali. È stato membro della folk band "Feuertanz" fondata nel 1978, nel 1984 ha fondato la band Dieters Frohe Zukunft (Il futuro felice di Dieter) con canzoni folk e testi originali insieme a Uwe Schimmel (corno inglese), Uta Mannweiler (viola) e lo stesso Dieter, al Bandoneón. Con questo gruppo ha organizzato incontri illegali per artisti e pubblico, chiamati Ringelfolk. Questi eventi si svolgevano a Wurzen, dove non c'era la censura. Il materiale promozionale non autorizzato per questa e altre azioni veniva stampato dal laboratorio fotografico di Petra Lux.

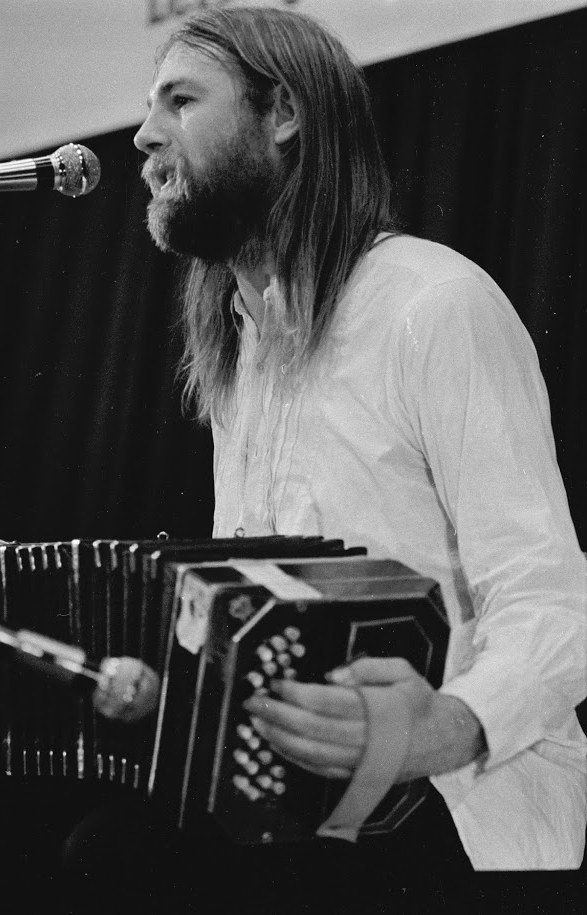
Dieter Kalka nel 1987

Dieter Kalka è stato definito come "il ribelle della scena musicale di Lipsia". Dalla metà degli anni 80 ha lavorato come cantante professionista e ha più volte partecipato all'evento Chansontage (lett. giorni della canzone) presso il monastero Michaelstein. Dal 1987 ha prodotto le sue canzoni sia come autoproduzione sia appoggiandosi a studi di produzione illegali, come Hubertus Schmidt (1987) e Peter Glaser (1988) e in seguito anche produzioni in studi riconosciuti come lo Studio Kölling di Lipsia (1989). Dopo la collaborazione con Werner Bernreuther, che Dieter Kalka considera suo mentore, nel 1987 ha ricevuto un certificato professionale come cantautore, ha vinto un premio presso il Festival Chansontage della DDR a Francoforte sull'Oder. Ha ricevuto diverse borse di studio della Sassonia ed è stato membro dell'Associazione Scrittori Indipendenti "ASSO" di Dresda, della NGL / Nuova Società per la letteratura, dell'Associazione Scrittori "VS" e della "Freie Förderkreis Literaturgesellschaft" (Libero circolo di letteratura di Lipsia).

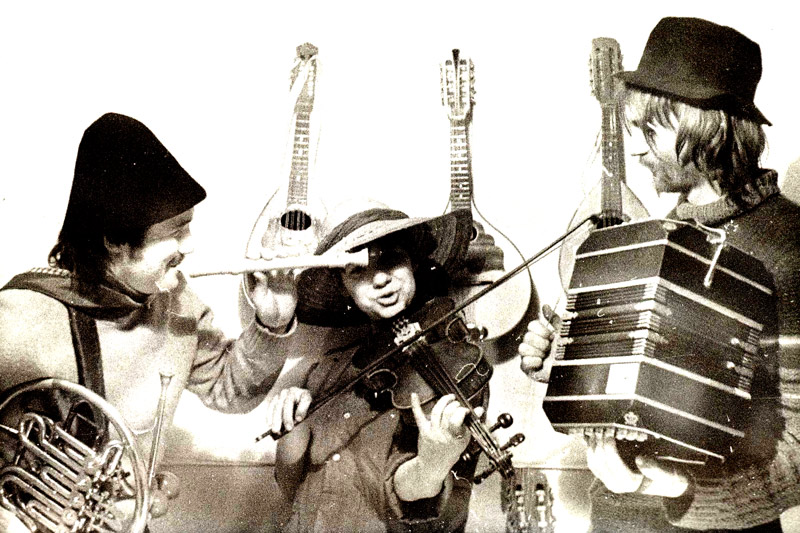
Dieters Frohe Zukunft mel 1984

Dieter Kalkas ha pubblicato il suo primo libro dal titolo "Eine übersensible Regung unterm Schuhabsatz" (Movimento ipersensibile sotto la suola), anch'esso pubblicato illegalmente nel 1987. Nel 1990 ha organizzato la prima Fiera del Libro alternativa a Lipsia . All'interno dell'Associazione degli scrittori tedeschi "VS", ha organizzato nel 1995 a Lipsia il "Festival Wortlust" dedicato alla poesia tedesco-polacca. Ha tradotto egli stesso poesie dal polacco. 
Kalka è stato due volte in Bielorussia per il Songwriter Festival "Bardentreffen" dove si è esibito con il suo collega bielorusso Viktar Šalkevič. Nel 1998 a Francoforte sull'Oder si svolse il matrimonio tra Dieter Kalka e Agnieszka Haupe, autrice di fiabe e originaria di Zielona Góra.
Kalka ha un repertorio di vari programmi con proprie canzoni che accompagna con il suo bandoneon. I suoi concerti lo hanno portato in Polonia, Bielorussia, Repubblica Ceca, Ungheria, Svizzera, Austria e Danimarca. Le sue canzoni sono raccolte in numerosi CD.
Dieter Kalka gestisce il canale podcast "Allgäuer Milchschleuder" con Andreas Buchwald e organizza i programmi di letteratura e canzoni su Radio Blau.
Il suo romanzo "Sudička" tratta del genocidio dei piccoli popoli slavi tra l'Elba e il Saale mille anni fa.
Dieter Kalka lavora come logopedista e vive a Lipsia e Meuselwitz.

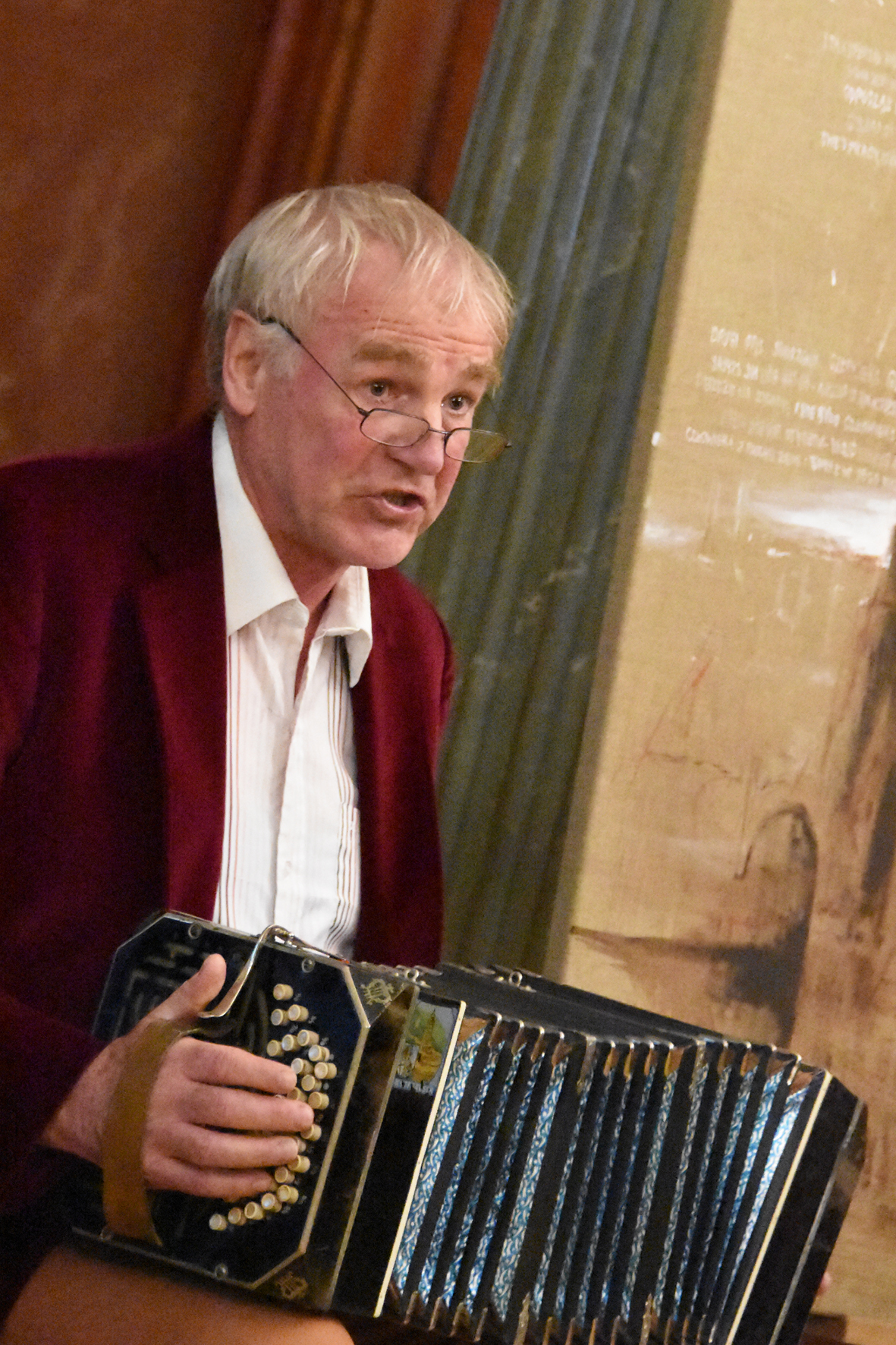
Dieter Kalka, Poznań 2018. Foto: Andrzej Walter

## Opere (selezione)
- Eine übersensible Regung unterm Schuhabsatz, poesia, 1988.
- Der ungepflückte Apfelbaum. Erzählungen, prose, Blieskastel, 1998.
- Das Experiment oder Zweij unglejche Brieder, drammaturgie, Leipzig, 1998.
- Wszystko to tylko teatr i inne opowiadania, prose, Poznań, 1999.
- Podwójne i potrójne, prose, Bydgoszcz, 1999.
- Lubliner Lift. Antologia tedesco-polacca (Editore), Dresda/Lublin, 1999.
- Der Schleier, poesia, Dresden, 1999.
- Beulenspiegels sieben Streiche vor Sonnenuntergang, poesia, Halblech, 2017.
- Beulenspiegelinchen, Halblech, 2017.
- Sudička, romanzo, Dresden, 2018.

## Riconoscimenti
- Premio Chansontage della DDR 1987
- Premio Niederneißischen Literaturtage 1999